# Amol
Amol, Āmol (pers. آمل) – miasto w północnym Iranie, w ostanie Mazandaran, u północnego podnóża gór Elburs. Położone jest 19 km od ujścia rzeki Haraz do Morza Kaspijskiego. W VIII wieku było popularnym ośrodkiem handlowym i naukowym. W przeszłości miasto wielokrotnie było nawiedzane przez trzęsienia ziemi i powodzie.
W 2011 roku miasto liczyło 219 915 mieszkańców. Obecnie Amol jest ośrodkiem handlu regionu rolniczego jakim jest Nizina Południowokaspijska. Ponadto wydobywa tu się rudy żelaza. Miasto posiada połączenie drogowe ze stolicą kraju, Teheranem.